# شاهزاده (لقب)

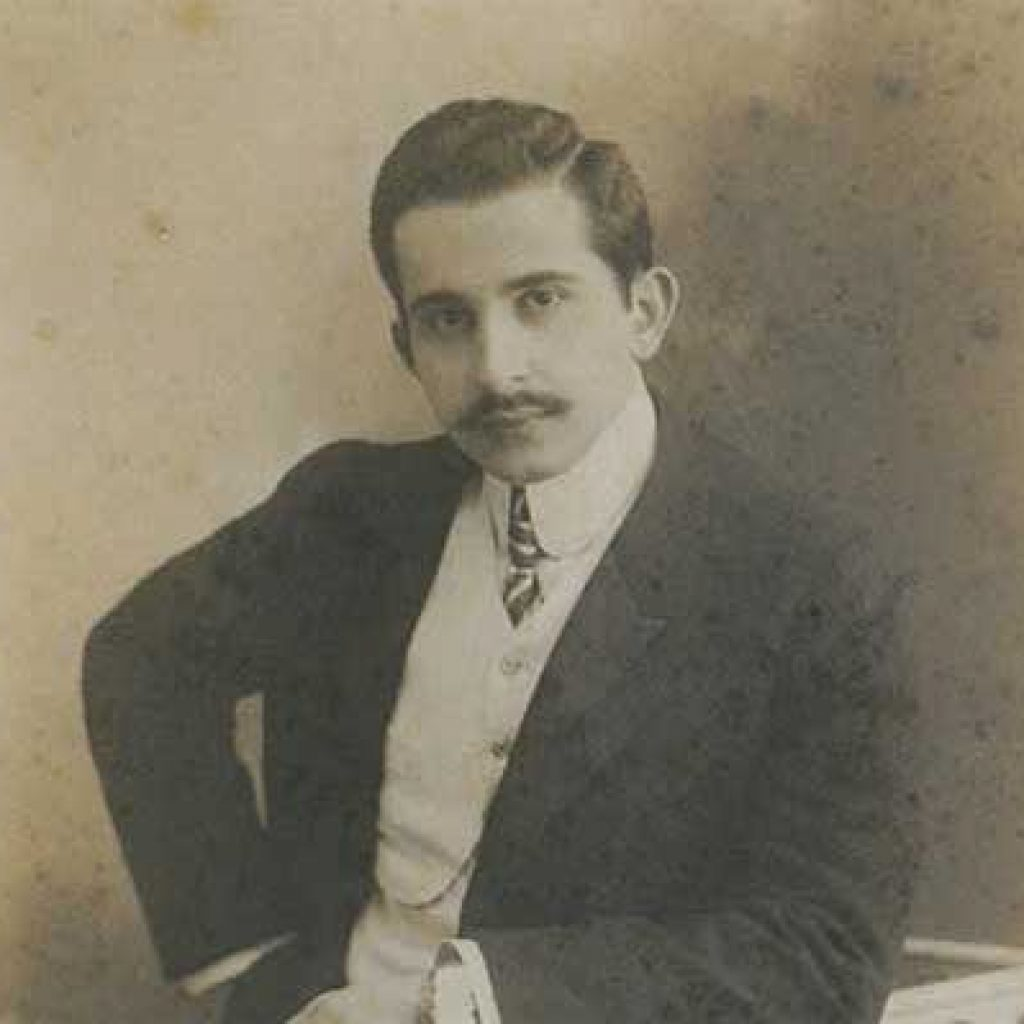
شاهزاده محمد برهان الدين أفندي

شاهزاده (بالتركية: Şehzade)‏ لقب يُطلق على أبناء السلطان الحاكم، وهي كلمة فارسية تعني بالعربية «ابن الملك».

## أصل الكلمة
أصل الكلمة مشتق من الفارسية.

## الاستخدام للأمراء العثمانيين
تم استخدام لقب شاهزاده في الدولة العثمانية لأبناء الملك أو السلطان أو الخليفة.

## أمثلة على استخدام اللقب
- شاهزاده مصطفى.
- بايزيد عثمان.
- شاهزاده بايزيد.